# Anselmo Lorenzo
Anselmo Lorenzo Asperilla (Toledo, 21 de abril de 1841 - Barcelona, 30 de noviembre de 1914) fue uno de los primeros anarquistas españoles.

## Biografía
Nació el 21 de abril de 1841 en Toledo. A veces se le llama «el abuelo del anarquismo español». Miembro de la logia Francmasónica barcelonesa 'Hijos del Trabajo' y después llegó a ser Maestro Venerable y Orador de la logia Lealtad.

### Militante y teórico anarquista
Fue muy activo en el movimiento desde su reunión con Giuseppe Fanelli en 1868 en Madrid hasta su muerte en 1914. Autor de numerosas obras y folletos para propagar la ideología ácrata, formó parte del consejo de dirección de La Emancipación de Madrid (1871) como secretario.

### Congreso de la I Internacional
En el año 1871 participó con Francisco Mora Méndez y Tomás González Morago de la sección española de la Primera Internacional, participando en una conferencia en Londres en 1871 defendiendo una postura no marxista. Entre 1886 y 1888 tuvo parte en la dirección y redacción del periódico Acracia, de Barcelona.

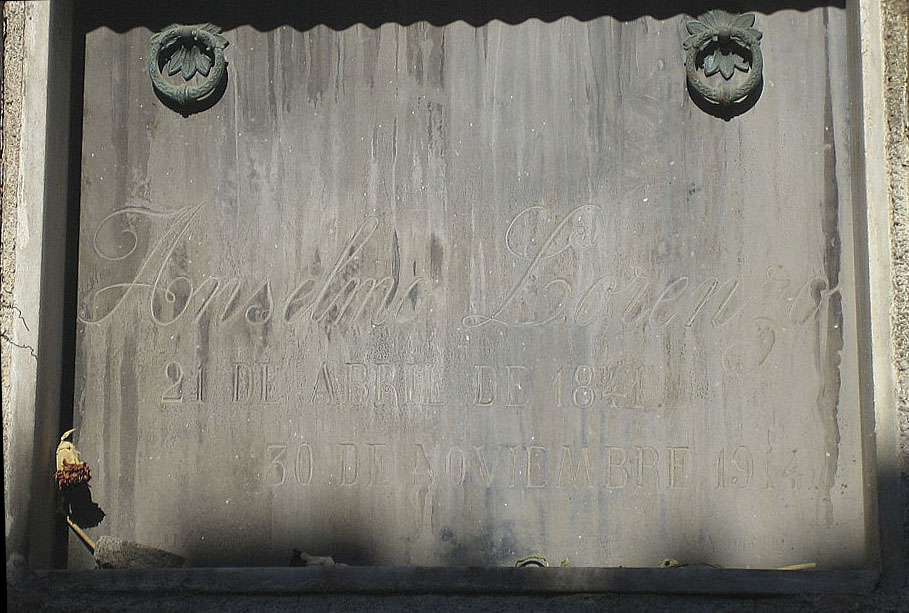
Lápida en el nicho de Anselmo Lorenzo en el cementerio de Montjuic

### Exilio francés y fundación de la CNT
Se exilió en París tras verse perseguido por la policía, acusado de inductor en el proceso de Montjuïc (1896-1897). A su vuelta, colaboró en Barcelona con la editorial de la Escuela Moderna junto a Francisco Ferrer Guardia. En 1910, participó en el congreso de Barcelona y en la fundación de la Confederación Nacional del Trabajo (CNT).
En la actualidad, la CNT cuenta con una fundación que lleva su nombre: la Fundación de Estudios Libertarios Anselmo Lorenzo.
Falleció el 30 de noviembre de 1914 en Barcelona.

## Obras
- Fuera política (1886)
- Acracia o república (1886)
- Biografía de Pedro Kropotkin (1893)
- Sinopsis ortográfica a la tipografía española. Reglas para el uso de las letras dudosas y de los acentos. Barcelona, Tip. La Académica, de Serra Hermanos y Russell, 1900.
- Criterio libertario (1903)
- Vía libre. El trabajador. Su ideal emancipador. Desviaciones políticas y económicas. Prólogo de J. Mir y Mir y prefacio de Tarrida del Mármol. Barcelona: Ed. F. Granada y Cía. Barcelona, 1905.
- El pueblo (estudio libertario) Valencia: F. Sempere y Compañía Editores, s. a. (prefacio de Kropotkin de octubre de 1907).
- Solidaridad (1909)
- La Anarquía Traficante (1911)
- Contra La Ignorancia (1913)
- El proletariado militante, 2 vols. (1901, vol. 1-1923, vol. 2). Muy reimpreso.
- El Sindicalismo Barcelona: Editorial "Tierra y Libertad," ca. 1930s.
- El Banquete de la vida. (Con un Esbozo Biográfico de Anselmo Lorenzo por Manel Aisa) Barcelona: Ed. Sintra, 2006.

### Traducciones
- Elisée Reclus, El hombre y la tierra, Barcelona: Casa Editorial Maucci, 1906, 6 vols. Versión española de Anselmo Lorenzo y revisión de Odón de Buen.
- Piotr Kropotkin, La gran revolución 1789-1793. Barcelona: Publicaciones de La Escuela Moderna.
- Jean Grave, Las aventuras de Nono. Barcelona: Publicaciones de La Escuela Moderna, 1902.